# Nagashimalite
La nagashimalite è un minerale.

## Etimologia
Il nome è in onore del collezionista amatoriale di minerali giapponese Otokichi Nagashima (1890-1969), padre del mineralogista Kozo Nagashima (1925-1985).